# Mérida (Venezuela)
Mérida (Ook: Stad van de Ridders genoemd) is een stad in Venezuela, en de hoofdstad van het gelijknamige departement. De stad ligt in het noorden van de Andes, op ongeveer 1500 meter hoogte. De temperatuur ligt tussen 12 °C en 26 °C.

## Geschiedenis
Onder de naam Santiago de los Caballeros de Mérida werd de stad gesticht op 9 oktober 1558 door kapitein Juan Rodríguez Suárez. Hij was afkomstig uit het Spaanse Mérida, en met deze naam wilde hij zijn geboortestreek gedenken. De “caballeros” (soldaten) waren de manschappen met wie hij het gebied had ingenomen. Rodríguez Suárez had de opdracht om in de Andes nieuwe mijnen te vinden waar goud en zilver kon worden gedolven. Maar het was niet zijn opdracht om ter plaatse een stad op te richten. Hij werd dan ook gearresteerd door zijn meerderen en in Bogota werd hij ter dood veroordeeld. Hij wist echter net te ontsnappen.
Op 1 november 1558 werd de stad een eindje verplaatst om te ontkomen aan vijandige acties van de lokale bevolking. Op 24 juni 1560 werd de stad om dezelfde reden nog een keer verplaatst.
Dat de bevolking de Spanjaarden niet goed gezind was bleek eerder al doordat de Spanjaarden drie pogingen nodig hadden om het gebied te veroveren. Een eerdere poging in 1534 werd door de inheemse bevolking grotendeels afgeslagen, en Rodríguez Suárez wist bij die gelegenheid slechts één inheems dorp te veroveren. Later verkende Alonso Pérez de Tolosa het gebied, maar hij meende dat het Andes-gebergte te ruig was om een succesvolle slag te kunnen leveren.
In 1622 werd Mérida het bestuurlijke centrum van de provincie Mérida del Espíritu Santo de La Grita, dat nog geen deel uitmaakte van Venezuela. In 1676 ging ook Maracaibo deel uitmaken van die provincie, die toen Provincia de Mérida del Espíritu Santo de Maracaibo ging heten.
Pas in 1777 ging Mérida deel uitmaken van Venezuela, en verloor de stad de bestuurlijke functie ten gunste van Caracas. Mérida werd een groot voorstander van de onafhankelijkheid, en de onafhankelijkheidsstrijder Simón Bolívar was een graag geziene gast in de stad. Na de oorlog, in 1842, was Mérida de eerste stad in Venezuela waar een standbeeld voor Bolívar werd opgericht. Dat standbeeld staat er nu nog, op het centrale plein, en het is strafbaar om er op te klimmen.
In 1881 werd er een bisdom gevestigd in Mérida. In 1899 werd de universiteit (de Universidad de los Andes, die tegenwoordig nog van groot belang is voor Venezuela) in Mérida gevestigd. Sinds 1991 heeft de stad ook een botanische tuin, de Botanische Tuin van Mérida, en is opgezet door de universiteit van Mérida.

## Economie
In de omgeving van Mérida is de landbouw een belangrijke economische activiteit. Het voornaamste product is melk: de regio voorziet in een groot deel van de behoefte van Venezuela. Andere belangrijke landbouwproducten zijn aardappels, verschillende soorten groente, koffie, yuca en fruit.
De houtkap zorgde voor een zorgelijke mate van ontbossing. Door de aanleg van vijf bossen voor de industriële houtkap heeft men geprobeerd dat een halt toe te roepen.
Het toerisme is een zeer belangrijke bron van inkomsten.

## De kabelbaan

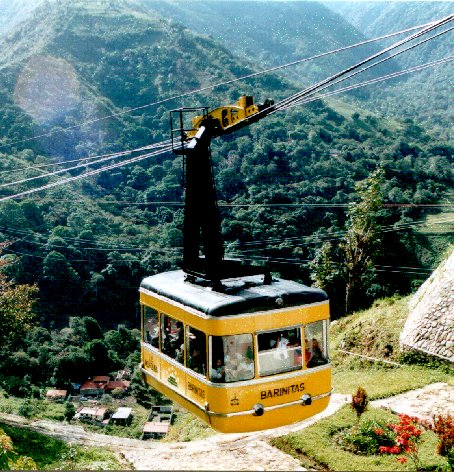
de kabelbaan in Mérida

De Mukumbarí is de belangrijkste attractie van de stad. Deze kabelbaan is de hoogste (tot 4765 meter) en de op een na langste (12,5 kilometer) ter wereld. De bouw van de kabelbaan was een prestigieus project dat in de jaren vijftig werd gestart. Het was de bedoeling dat de baan een verbinding zou worden tussen Mérida en het stadje Barinas dat aan de andere kant van de bergrug gelegen is. Aan het einde van de jaren vijftig bleek dat dit doel zo niet te hoog, dan toch te ver gegrepen was. In 1960 bestond de baan uit vier stations en werd de verdere bouw gestaakt. Sindsdien is de baan open voor het publiek, zij het met (soms enige jaren durende) perioden waarin de baan vanwege noodzakelijke reparaties buiten werking is.

## Feria del Sol
Het Feria del Sol is een internationaal cultureel festival dat jaarlijks in Mérida wordt gehouden. Het programma omvat stierengevechten, culturele tentoonstellingen, concerten, optochten, sportmanifestaties en de verkiezing van de koningin van de beurs (de Reina del Sol).

## Geboren in Mérida
- Carlos Henríquez Consalvi (1947), journalist, radiomaker en museumdirecteur
- Stefanía Fernández (1990), model, Miss Venezuela 2008 en Miss Universe 2009